# 孙衡甫

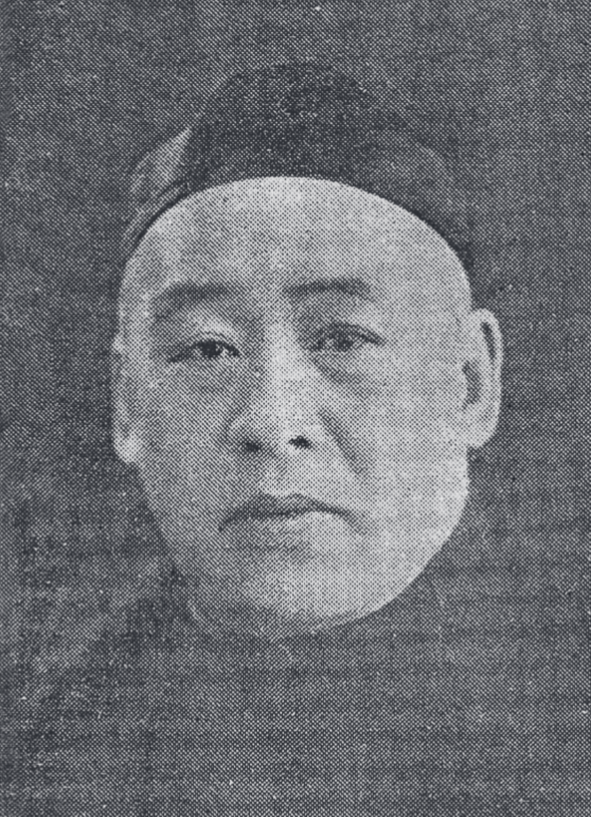
孙衡甫

孙衡甫（1875年—1944年），又名遵法，字衡甫，后以字为名，清末民国上海金融资本家。浙江慈溪人。

## 经历
- 1906年，在宁波鸦片烟行任学徒。曾在上海仑余钱庄任帐房。
- 1909年，入升大钱庄任信房。
- 1910年，任浙江银行上海分行营业主任，后因业绩突出升任经理。
- 1911年，任四明银行总经理。
- 1931年，任四明银行董事长。同年创办四明储蓄会。
- 1935年，辞去四明银行总经理职。
- 1944年1月24日，病逝。

## 金融事迹
孙衡甫是旧上海金融界呼风唤雨的人物之一。在其事业巅峰，四明银行成为上海著名银行，并发行有四明银行钞票。四明曾拥有上海房屋逾1200幢。
- 1921年9月，迁四明银行总部入上海江西路新大厦，轰动上海滩。
- 1935年，国民党中央银行高压下，民众挤兑四明钞票，孙衡甫无以应对，被迫辞去四明银行总经理职务。

## 慈善
孙衡甫捐资修建了多条道路，多个港口。1921年，捐资建造半浦小学。

## 遗迹
- 浙江半浦村孙衡甫义举碑
- 浙江鄞县孙衡甫故居